# ティルトシフト撮影

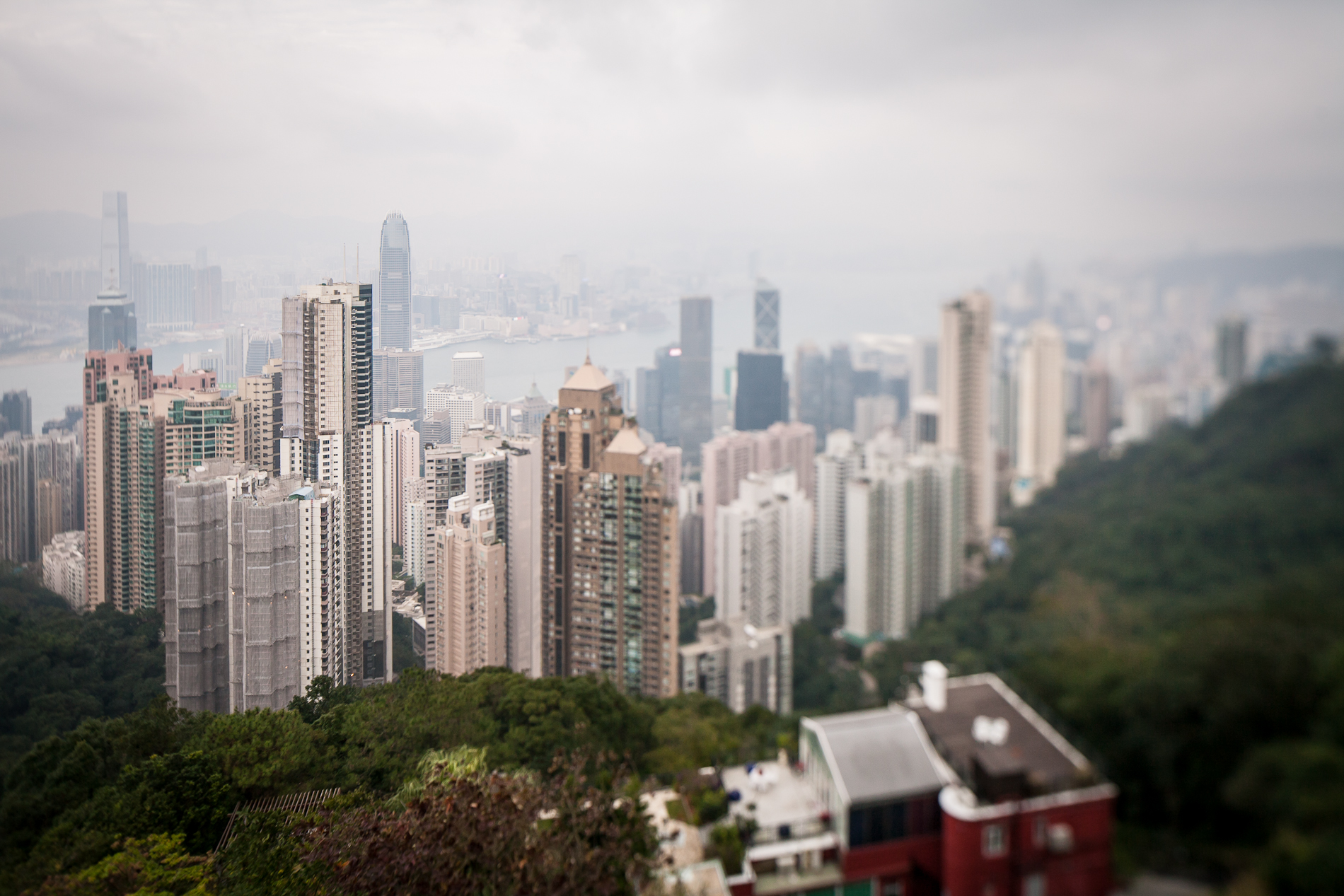
ティルトシフトレンズで撮影した作例。 遠近感を避けるために、レンズを下向きにシフトした。高層ビルのすべて縦のラインが、本来なら遠近感で画面の奥中央に向かって曲がって写るところだが、画像の端と平行に写っている。
レンズの垂直軸を中心に傾けると、被写体が鮮明に見える非常に小さな領域が生じる。被写界深度自体は実際には減少していないが、ティルトシフトしない時と比べると映像は傾いている。 この写真は、ヴィクトリア・ピーク から見た 香港 を示している。

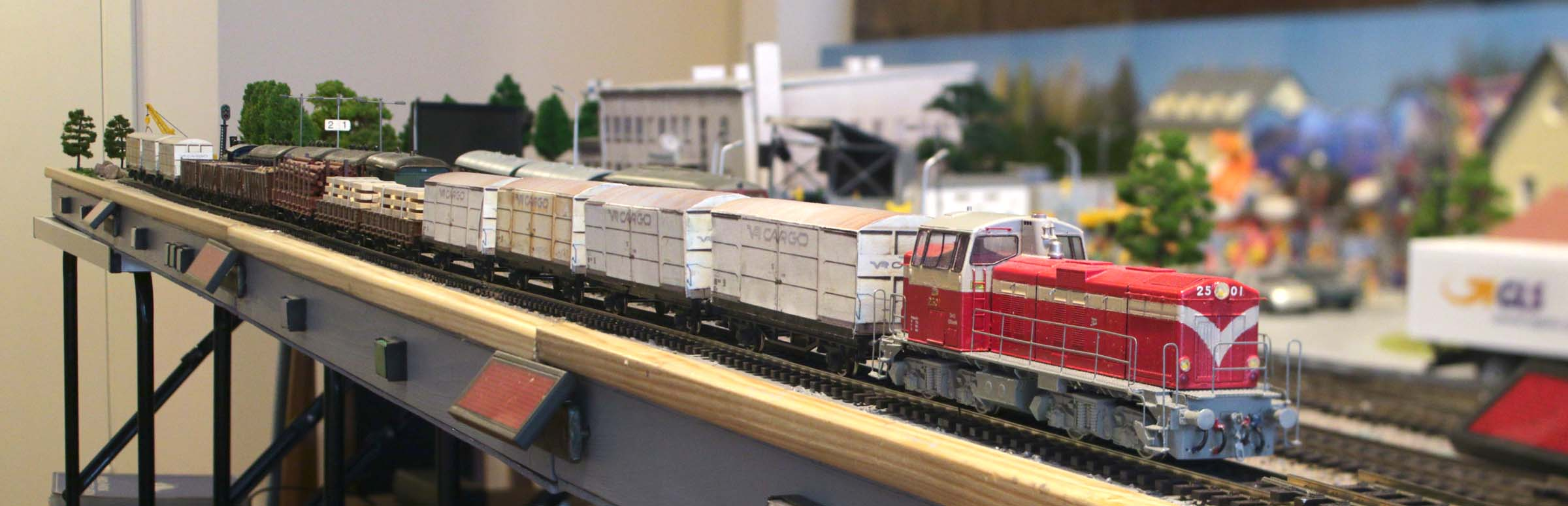
ティルトレンズで写した模型の汽車。通常のレンズ使用時と比較し、焦点面が列車に沿って奥まで合焦している。また、背景の左右のボケも通常のレンズのボケとは異なる。

ティルトシフト撮影（ティルトシフトさつえい）とは、フィルムまたはイメージセンサーに対するレンズの方向または位置を変更して撮影することを指す。この用語は、浅い被写界深度をデジタル後処理でシミュレートする場合に使用されることがある。 
「ティルトシフト」には、2つの異なる撮影効果の総称である。1つは、フィルム平面に対するレンズ 平面の回転であり、「ティルト」と呼ばれる。 また、レンズをフィルム平面に平行に移動させることを「シフト」と呼ぶ。
ティルトは焦点面の方向、つまりピントが合っている部分を制御するために使用される。これはシャインプルーフの原理を用いている。シフトは、カメラの位置を変えず撮影範囲内の被写体の位置を変更調整するために使用する。 これは、高い建物を撮影する場合に建物が一点に収束するように写ってしまうことを避けることができる。

## 歴史と用途
ティルトシフト撮影は写真の初期の頃から 大判カメラでは利用可能だった。しかし、一眼レフに代表される小型カメラではティルトシフト撮影できなかった。1960年代初頭から、特殊なレンズまたはアダプターを使用して小型カメラでティルトシフト撮影ができるようになった。ニコンは、1961年に35mmカメラにシフト効果を実現するレンズを開発し1962年より発売を開始した。また、キヤノンは1973年にティルトとシフトの両方の動きを備えたレンズを発売した。また、他のメーカーもこの製品に追随した。2024年5月現在、ニコンは日本国内ではティルト・シフト撮影用レンズを販売していないがアメリカでは販売を続けている。キャノンは日本・アメリカともに販売を続けている。
このようなレンズは、建築写真で遠近感を制御したり、風景写真でシーン全体を鮮明にするためによく使用される。
一部の写真家は、ポートレート写真などの用途で、自分のイメージに合った焦点を選択するためにティルトを使用している。 焦点面を傾けることによって出来る合焦位置の選択は、通常慣れ親しんでいる映像とは異なるため、多くの場合魅力的に写る。ベン・トーマス、スポーツ・イラストレイテッドのウォルター・アイオス・ジュニア、ヴィンセント・ラフォーレ、その他多くの写真家がこのテクニックを使用している。

## パースペクティブコントロールレンズ

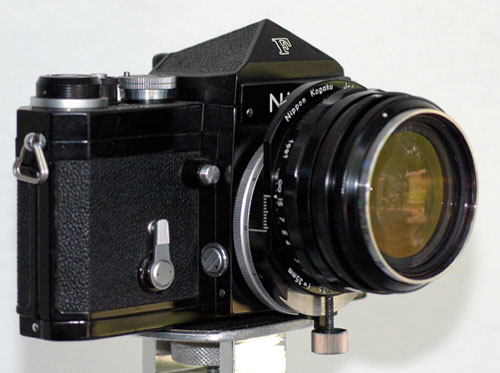
1961年発表 焦点距離35mm 3.5 ニコンFマウント世界初の35mm版カメラ用パースペクティブコントロール (PC) レンズ。

パースペクティブレンズを使用すると、写真家は画像内の遠近感を制御することができる。このレンズはフィルムまたはイメージセンサーと平行に移動可能で、大判カメラの動きと同等の動作を実現する。 また、このレンズは本来レンズ面とフィルムまたはイメージセンサー面は平行だが、フィルムまたはイメージセンサー面に対して角度をつけることが可能で、カメラを後ろに動かすことなく、画像領域内の被写体の合焦位置が調整できる。 また、高層建物を撮影する場合など、平行線の収束を避けるためによく使用される。 シフトのみを行うレンズをシフトレンズ、ティルトも可能なレンズをティルト・シフトレンズと呼ぶ。 一部のメーカーでは、このタイプのレンズを指すためにPCおよびTSという用語も使用されている。
短焦点パースペクティブコントロール(PC)レンズ (焦点距離17mm～35mm相当)は主に建築写真で使用される。より長い焦点距離は建築写真以外に、風景写真、コマーシャル写真、クローズアップ写真などの他の用途でも使用される。PCレンズは通常、一眼レフカメラ用に設計されている。これは、レンジファインダーカメラではその構造上、撮影者がレンズの効果を直接見ることができないためである。一眼レフカメラでは撮影レンズの画像をペンタプリズムを介して直接見ることができ、遠近感を制御することが可能である。
パースペクティブコントロールレンズのイメージサークルは、レンズがティルトしたりシフトしたりすることに対応するため、画像領域 (フィルムまたはセンサーサイズ)をカバーするのに必要なサイズが画像領域よりも大きくなる。通常、これらのレンズのイメージ サークルは十分に大きく、レンズは機構上イメージエリアをイメージサークルの外側にシフトすることはできないようになっている。ただし、多くの PC レンズでは、大幅なシフトが使用された場合にケラレを防ぐために、小さな絞り設定が必要になる。また、35mmカメラ用のパースペクティブコントロールレンズは通常、最大11mm のシフトが可能である。一部の新しいモデルでは、最大12mmのシフトが可能である。
ティルトレンズに関係する数学な理論は、航空写真の歪みを補正する技術を開発したオーストリアの軍人にちなんで、シャインプルーフの原理として説明されている。
一眼レフカメラ用に製造された最初のPCレンズは、ニコンの「35mm f/3.5 PC-Nikkor」(1962年)だった。続いて、「35mm f/2.8 PC-Nikkor」 (1968年)、「28mm f/4 PC-Nikkor」(1975年)、「28mm f/3.5 PC-Nikkor」(1981年)が登場した。
1973 年、キヤノンはティルト機能とシフト機能を備えたレンズ「TS 35mm f/2.8 SSC」を発売した。
Venus Optics、OMデジタルソリューションズ株式会社（オリンパスの映像事業部門を前身とする企業）、ペンタックス、シュナイダー・クロイツナッハ (ライカ向けに生産)、ミノルタなど他のメーカーも独自のパースペクティブレンズを製造した。オリンパスは35mmと24mmのシフトレンズを製造していた。 キヤノンは現在、17mm、24mm、50mm、90mm、135mm のティルト・シフトレンズを提供している。 ニコンは米国で2024年5月現在、ティルトおよびシフト機能を備えた 19mm、24mm、45mm、および 85mmのPCレンズを提供している。 Venus Opticsは、広角の15mmシフトレンズを販売している。富士フイルムは2023年12月に中判カメラ用のティルト・シフトレンズ30mmと110mmのマクロ撮影可能なティルト・シフトレンズを発表している。

### シェープコントロール
カメラの撮像面が平面の被写体 (建物の正面など) と平行な場合、被写体内のすべての点がカメラから同じ距離にあり、同じ倍率で記録される。この場合、被写体の形状を歪みなく記録できる。高い建物にカメラを向けた時のように、撮像面が被写体と平行でない場合、被写体はカメラからさまざまな距離になる。遠くにある部分は低い倍率で近くにある部分は高い倍率で写るため、本来平行である建物の線が一点に収束するように写る。被写体がカメラに対して斜めになっているため、遠くの被写体ほど短縮されて写る。
カメラ撮像面が平面の被写体と平行でない場合、ティルトを使用せずに被写体全体に焦点を合わせることができない。したがって、被写体全体にピントが合うように被写界深度を調節（絞りを絞り込む）する必要がある。
PCレンズを使用すると、カメラを被写体と平行に保ちながら、PC機能によりレンズを傾けて撮像領域内で被写体を希望のピント位置に配置できる。レンズを傾けることで被写体内のすべての点は撮像領域から同じ距離になり、被写体の形状は維持される。 撮影者の意図により、被写体との平行から離れる方向に回転させて、平行線をある程度収束させたり、収束をさらに高めたりすることもできる。ここでも、撮像領域内の被写体の位置は、レンズを移動することによって調整される。

### 使用可能なレンズ

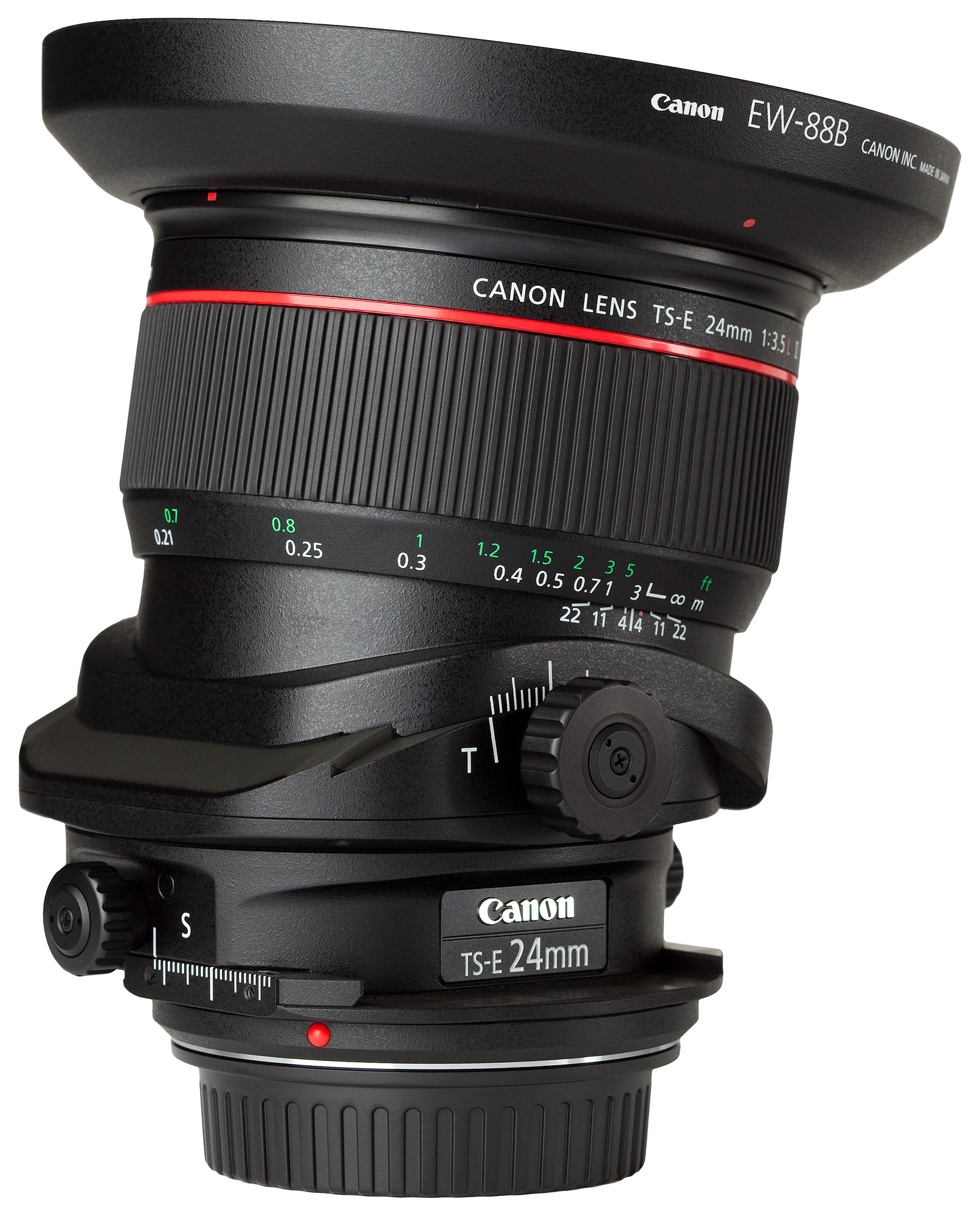
Canon TS-E 24mm 3.5L II

35mmフォーマット用の初期のパースペクティブ コントロールおよびティルト・シフトレンズは35mmの焦点距離だったが、現在では多くの建築写真用途には焦点距離が長すぎると考えられている。 光学設計の進歩により、28mm、さらに24mm のPCレンズが利用できるようになり、大都会などで被写体に近接撮影する必要があるカメラマンはすぐに採用した。
Arri映画カメラ会社は、映画カメラのPLマウントレンズの動きを提供するシフトおよびティルト・ベローズ・システムを提供している。
キヤノンは現在、ティルトおよびシフト機能を備えた以下の4つのレンズを提供している。「TS-E 17mm f/4」、「TS-E 24mm f/3.5LII」、「TS-E 50mmmm f/2.8L MACRO」、「TS-E 90mm f/2.8L MACRO」。 キヤノンは2016年にティルト・シフトレンズに使用するオートフォーカスシステムの特許を申請したが、2022年の時点でそのようなレンズはまだ発売されていない。

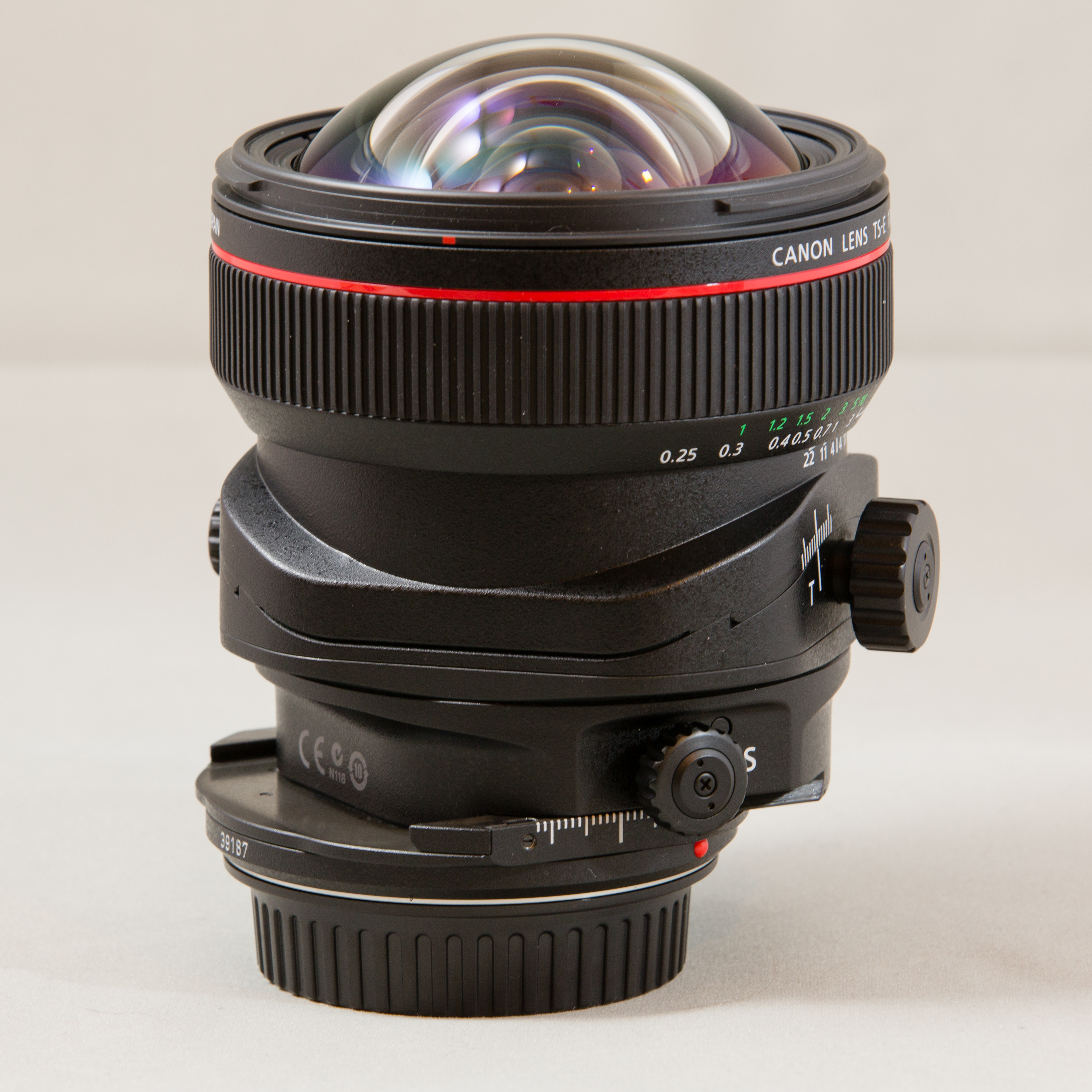
Canon TS-E 17mm 4L

17mm および24mm バージョン II レンズは、ティルトとシフトを独立してコントロールすることができる。 50mm、90mmは0.5倍のマクロ撮影が可能で、エクステンションチューブを使用することで等倍マクロ撮影ができる。4本のレンズともに自動絞り制御を備えている。
富士フイルムは、30mm(フルフォーマット換算24mm)と110mm(フルフォーマット換算85mm)の2つの中判ティルトシフトレンズを提供している。どちらのレンズも自動絞り制御が可能だが、フォーカスは手動で行う必要がある。ティルト機構は、30mmレンズで最大±8.5°、110mmレンズで最大±10°まで可能である。シフト機構は、最大 ±15mmの横方向の移動が可能である。
どちらのレンズも、ティルトとシフトの動きを独立して回転できるだけでなく、レンズマウントに対してレンズ全体を最大 90°回転させることもでる。110mmレンズは、最大0.5倍のマクロ機能も備えている。
Venus Opticsは2020年に15mm f/4.5 シフト専用レンズをリリースした。+/-11mm のシフト移動が可能で、これは現在フルフレームカメラ用に作られた中で最もシフト移動距離が長いレンズであり、主要なカメラブランドのマウントが利用可能である
。
ハートブリーは、さまざまなメーカーのカメラボディに適合するティルト・シフトレンズ「MC HARTBLEI TS-PC f/2.8 35mm TILT SHIFT

」を製造している。 
ハッセルブラッドは、「HCD 24mm f/4.8」、「HCD 28mm f/4」、「HC 35mm f/3.5」、「HC 50mm f/3.5　II」、「HC 80mm f/2.8」、および「HC 100mm f/2.2」で使用するティルトアンドシフトアダプター「HTS 1.5」を提供している。このアダプターを使用することでティルト・シフトに加えてはクローズアップ撮影に使用することが可能になる。
ライカは現在、デジタル一眼レフカメラのSシステムに「TS アポエルマー S 5.6/120 ASPH」を提供している。
ミノルタは、マニュアルフォーカスのSRマウント時代に「35mm f/2.8 Shift CAレンズ」を提供し、MDレンズ時代にも同レンズを販売した。 
このレンズは、パースペクティブコントロールと像面湾曲コントロールの2つの機能を持った世界で唯一の、あおり撮影の出来るユニークなレンズであった。

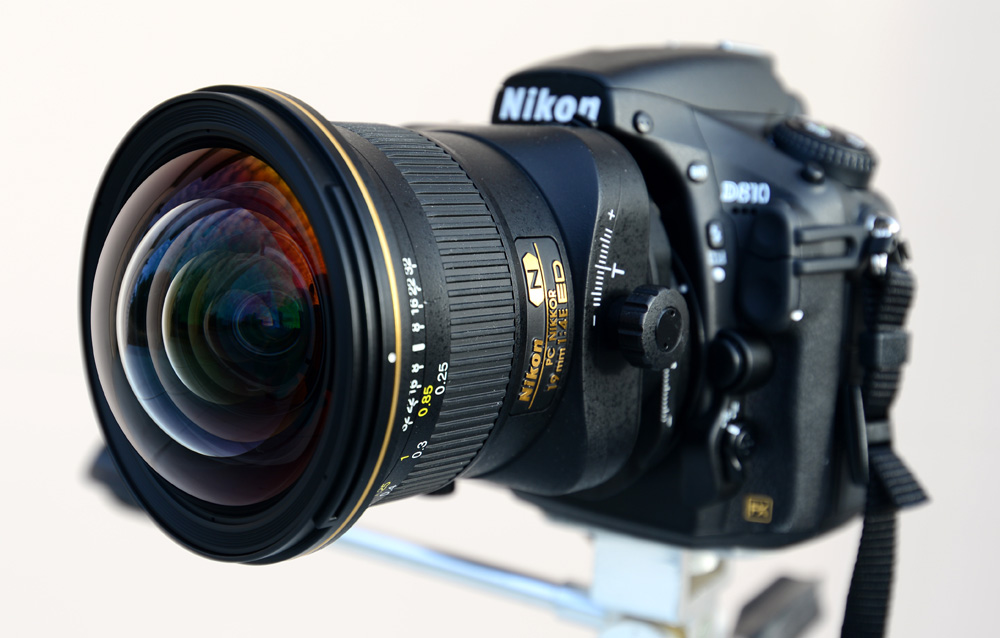
2016年10月に発表されたニコン「19mm 4 Nikkor PC-E ED」ティルト・シフトレンズとNIKON「D810」

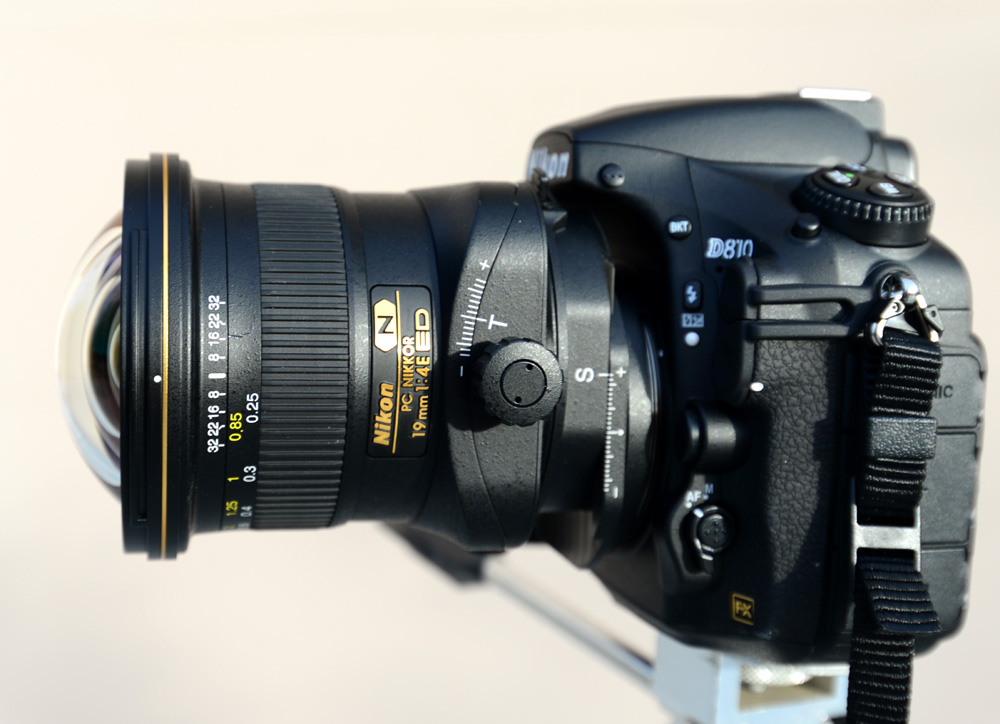
12mmシフトされた状態の「Nikon 19mm 4 Nikkor PC-E ED」ティルト・シフトレンズ

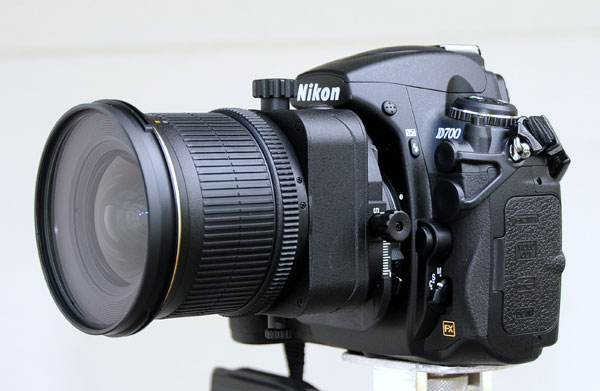
シフトした状態の「Nikkor 24mm」PC-E lens

ニコンは数種類のPCレンズを提供しており、それらはすべてティルト機能とシフト機能を備えている。旧来のPCニッコール(PC Nikkor)に変わって、2008年以降より「PC-E Nikkor 24mm f/3.5D ED」 (2008年2月22日発売)、「PC-E Micro-Nikkor 45mm f/2.8D ED」 (2008年7月18日発売)」、「PC-E Micor Nikkor 85mm f/2.8D ED」 (2008年7月18日発売)が発売された。PC-Eシリーズは電磁絞機構が搭載された。 45 mm および 85 mm の「マイクロ」レンズは、ハーフマクロを実現した。 2016年、ニコンは倍率0.18、最短撮影距離25cm、最大シフト量12mm、最大ティルト量7.5°の超広角PCレンズ「PC Nikkor 19mm f/4.0 ED」 (2016年10月28日発売)を追加発売した。 PC-Eレンズは、Nikon D3、D300、およびD700カメラ以降のFマウントデジタルカメラで自動絞り制御を実現した。前記以前のカメラでは使用できない。一部の機種ではプリセット絞りとなる。距離エンコーダーがあるため、Dタイプの表記となっている。ティルト機能とシフト機能を提供する機構は、水平、垂直、またはそれぞれの中間の方向に動作するように、左右に90°回転可能である。レンズは前記の動作が可能なように製造されている。
ペンタックスのハイエンドデジタル一眼レフカメラ（K-7、K-5、K-5 II、K-5 II、K-30）では、手ぶれ補正機構をX軸Y軸方向に手動で調整してシフト効果を実現することができる。レンズではなくてカメラ側の構図調整機能を使用することになる。このためカメラ本体に適合する任意のレンズで利用可能だが、この調整は通常のシフトレンズを完全に置き換えることはできない。シフトレンズのシフト動作をカバーするほどカメラの手ぶれ補正機構では十分に対応できないためである。
シュナイダー・クロイツナッハは、プリセット絞り制御を備えたシフト機構を持つレンズ「PC-Super Angulon 28 mm f/2.8」を提供している。このレンズには、さまざまなメーカーのカメラに適合するマウントが用意されているほか、42mmプラクチカマウントも用意されている。
ジナー製のカメラとレンズはティルトとシフトが可能である。
すべてのパースペクティブ・コントロール・レンズとティルト・シフト・レンズはマニュアルフォーカスの単焦点レンズであるにもかかわらず、構造が複雑なため仕方がないが、通常の単焦点レンズと比較すると非常に高価である。マミヤなどの中判カメラメーカーの中には、メーカーの他の単焦点レンズでも動作するシフトアダプターを提供することでこの問題に対処している。

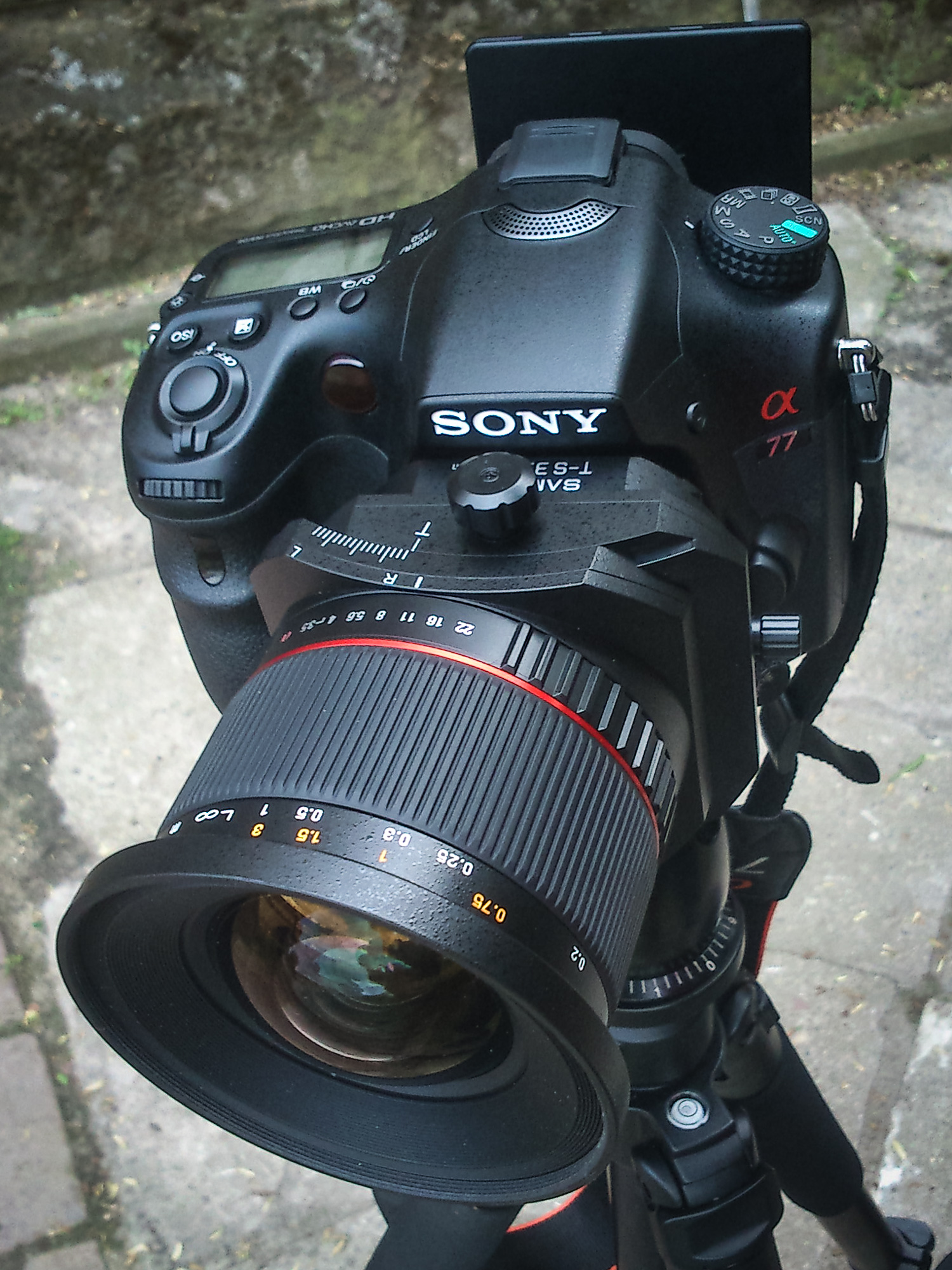
The Samyang 社製 「T-S 24mm 3.5 ED AS UMC」を搭載した「Sony α 77」

2013年、Samyang Opticsは、安価なティルト・シフトレンズである「Samyang T-S 24mm f/3.5 ED AS UMC」を発売した。このレンズは最大8.5度のティルトと最大12mmの軸シフトが可能である。
ARAX

は、35mm f/2.8および80mm f/2.8ティルト・シフトレンズを販売しておりいくつかのカメラで利用できる(Nikon Fマウント、Canon EFマウント、Sony Aマウント、Pentax Kマウント、M42マウント)。ARAXは、ニコンのFマウントレンズをティルト撮影可能にするマウントアダプターをマイクロフォーサーズおよび Sony NEX E向けに発売している。ただし、電子接点がないので自動絞りやオートフォーカス機能は使えない。

### 絞り制御
ほとんどの一眼レフカメラは自動絞り制御を備えており、レンズの最大絞り（一番明るい状態）での表示と測光が可能で、シャッターを切ると同時にレンズを指定された絞りまで絞って停止し、露光後にレンズを最大絞りに戻します。パースペクティブ制御およびティルト・シフトレンズの場合、前記のような機械的なリンク機構は実現するのが困難であり、自動絞り制御は最初のPCレンズやTSレンズには提供されなかった。 多くのPCレンズとTSレンズにはプリセット絞りと呼ばれる機能が組み込まれており、カメラマンはまずレンズを（露出系統を参考に）撮影用の絞りに設定し、絞りリングに併設されたプリセットリングを開放位置まで回してレンズを最大の明るさに戻す。次に、ピントと構図を設定したら、プリセットリングを絞り込むと、事前に設定された絞り位置まで絞り込まれるのでシャッターを切ることができる。絞り込み測光に比べると若干楽であるが自動に比べると操作性は劣る。
キヤノンが1987年にEOSカメラシリーズを発表したとき、EFレンズには電磁絞りが組み込まれ、カメラと絞りの間の機械的連携が不要になった。 このため、キヤノンTS-E ティルト・シフトレンズには自動絞り制御機能が搭載されている。
2008年、ニコンは旧製品に換えて、電磁絞りを備えたPC-Eパースペクティブコントロールレンズを発売した。自動絞り制御は、D300、D500、D600/610、D700、D750、D800/810、D3、D4、D5、およびそれ以降のカメラに搭載されている。一部の初期のカメラでは、レンズは電磁絞りを制御するプッシュボタンによってプリセット絞りにて撮影を行うことになる。他の以前のカメラでは絞り制御が提供されておらずレンズは使用できない。

## カメラの動向

### ティルト

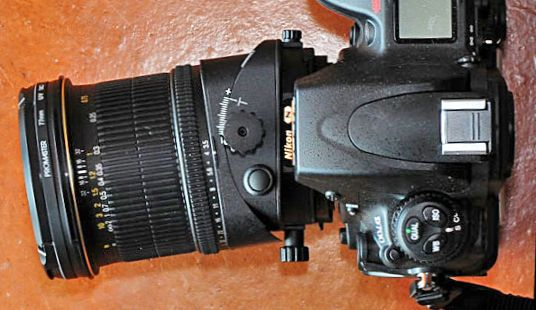
Nikon 24mm レンズをティルト・シフトした状態

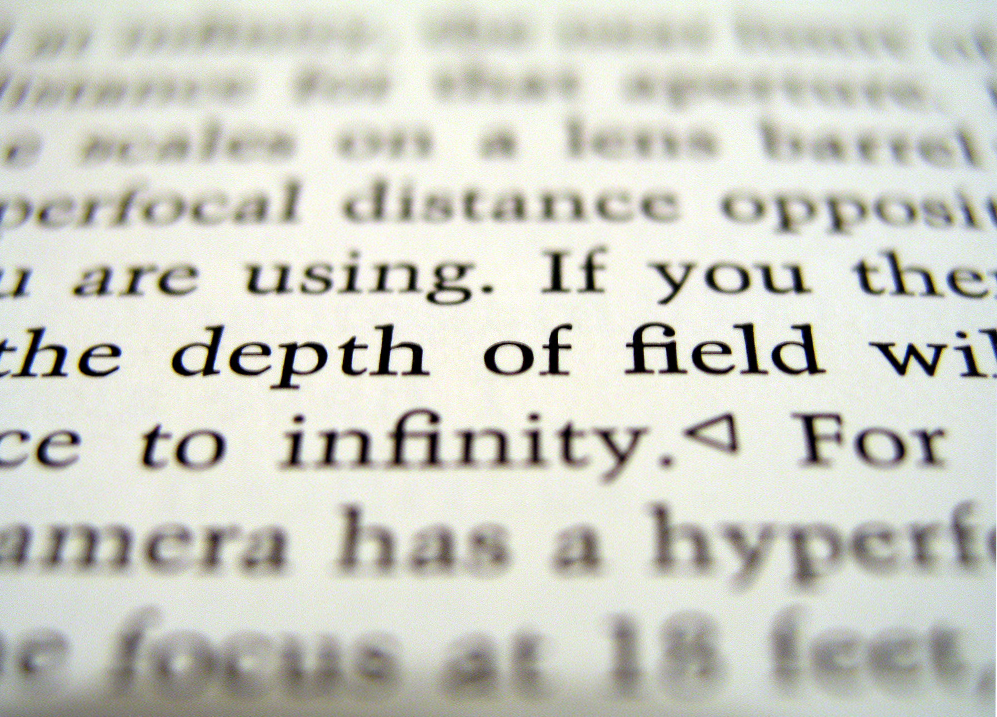
通常のカメラでは被写体が像面と平行でない場合ピントが合うのは狭い範囲になる。

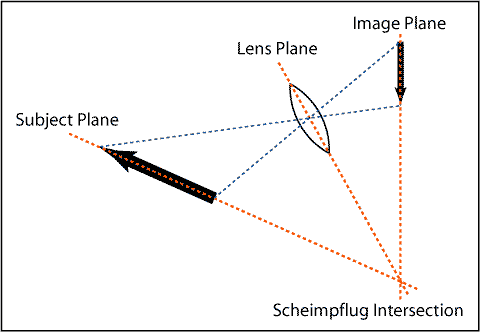
図1. 写真レンズを例にしたシャインプルーフの原理

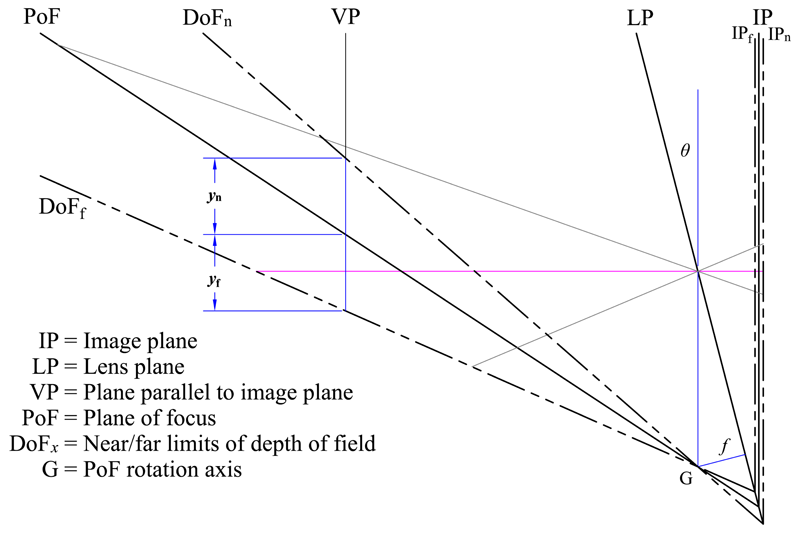
図2. 焦点面を回転させたときの被写界深度

カメラレンズは、単一の平面にのみ鮮明な焦点を合わせることができる。 レンズが傾いてなければ、画像面 (フィルムまたはイメージ センサーを含む)、レンズ面、および焦点面は互いに平行であり、レンズ軸に対して垂直である。この場合カメラから同じ距離にある全ての被写体には鮮明に焦点が合う。しかしレンズ面が画像面に対して傾いている場合、焦点面は画像面に対して角度があり、かつ、カメラから異なる距離にある物体が同じ焦点面内にある場合は、カメラから異なる距離にある物体のすべてに焦点を合わせることができる。レンズを傾けると、像面の延長線、同じくレンズの中心線の延長線、焦点面の延長線が一点で交差する。これはシャインプルーフの原理であり、レンズの傾きは回転軸からレンズの中心までの距離を決定し、焦点は像面に対する焦点面の角度を決定する。傾きと焦点の組み合わせにより、焦点面の位置が決まる(図1. 参照)。ティルトすることで、逆に焦点を非常に小さくすることができ、ごく一部の被写体だけにピントが合っている状態を作ることもできる。その効果は、通常のカメラで単に大きな絞りを使用することによって得られる効果とはまったく異なる。
ティルトを使用すると、被写界深度が変化する。レンズと像面が平行な場合、被写界深度は焦点面の両側の平行面の間に広がる。 シャインプルーフの原理で被写界深度を説明した(図2.)に示すように、ティルトまたはスイングを行うと、被写界深度はくさび形になり、くさびの頂点がカメラの近くになる。 被写界深度は頂点ではゼロで、レンズの視野の端では浅いままで、カメラから離れるにつれて増加する。焦点面の特定の位置について、被写界深度の近限界と遠限界を定義する平面間の角度(つまり、被写界深度の角度)は、レンズのF値とともに増加する。特定のF値と焦点面の角度では、傾きが増加すると被写界深度の角度が減少する。風景写真のようにシーン全体を鮮明にしたい場合は、比較的少量のティルトで最良の結果が得られることがよくある。被写体が色々な焦点位置にある場合、被写界深度上げるため、チィルト量を大きくする必要がある。ただし、ティルトを使用して被写界深度を制御しても、全ての被写体に焦点を合わせることができない場合もある。

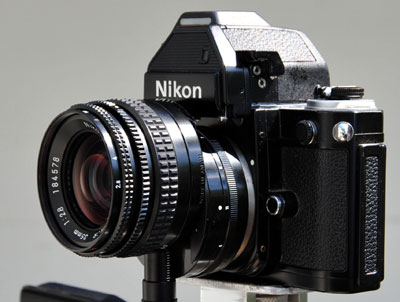
1980年11月発売 PC Nikkor 35mm F2.8(New)のシフトした状態

大判カメラのユーザーは通常、水平軸を中心としたレンズの回転(ティルト)と垂直軸を中心とした回転(スイング)を区別している。小型および中判カメラのユーザーは、どちらの回転も「ティルト」と呼ぶ。

### シフト
被写体の平面が画像の平面と平行である場合、被写体の平行線は画像内でも平行のままになる。
通常のレンズを使い、高い建物を撮影するためにカメラを上に向けた場合など、像面と被写体が平行でない場合、平行線が集まり、建物が後ろに傾いているように見えるなど不自然な結果になることがある。
シフトとは、カメラの角度を変更せずに画像領域内の被写体の位置を調整できるようにする機能。画像面に平行なレンズの変位である。実際には、シフト動作でカメラの狙いを定めることができる。
シフトを使用すると、画像面(つまり焦点)を被写体と平行に保つことができる。建物の側面を平行に保ちながら、高い建物を撮影するのに使用できる。
また、レンズを反対方向にシフトし、カメラを上に傾けて収束を強調し、芸術的な効果を得ることもできる。
レンズをシフトすると、画像の端に沿って領域をトリミングするのと同様に、イメージサークルの色々な部分を画像面に投影できる。これは前記したようにPCレンズのイメージサークルは通常のレンズのイメージサークルより大きいことに起因する 。

### レンズイメージサークル
通常のレンズのイメージサークルは、画枠をちょうど覆う程度だが、ティルトやシフトを行うレンズでは画枠の中心からのレンズ軸のずれを許容する必要があり、同じ焦点距離の通常レンズよりも大きなイメージサークルが必要となる。

## 被写界深度

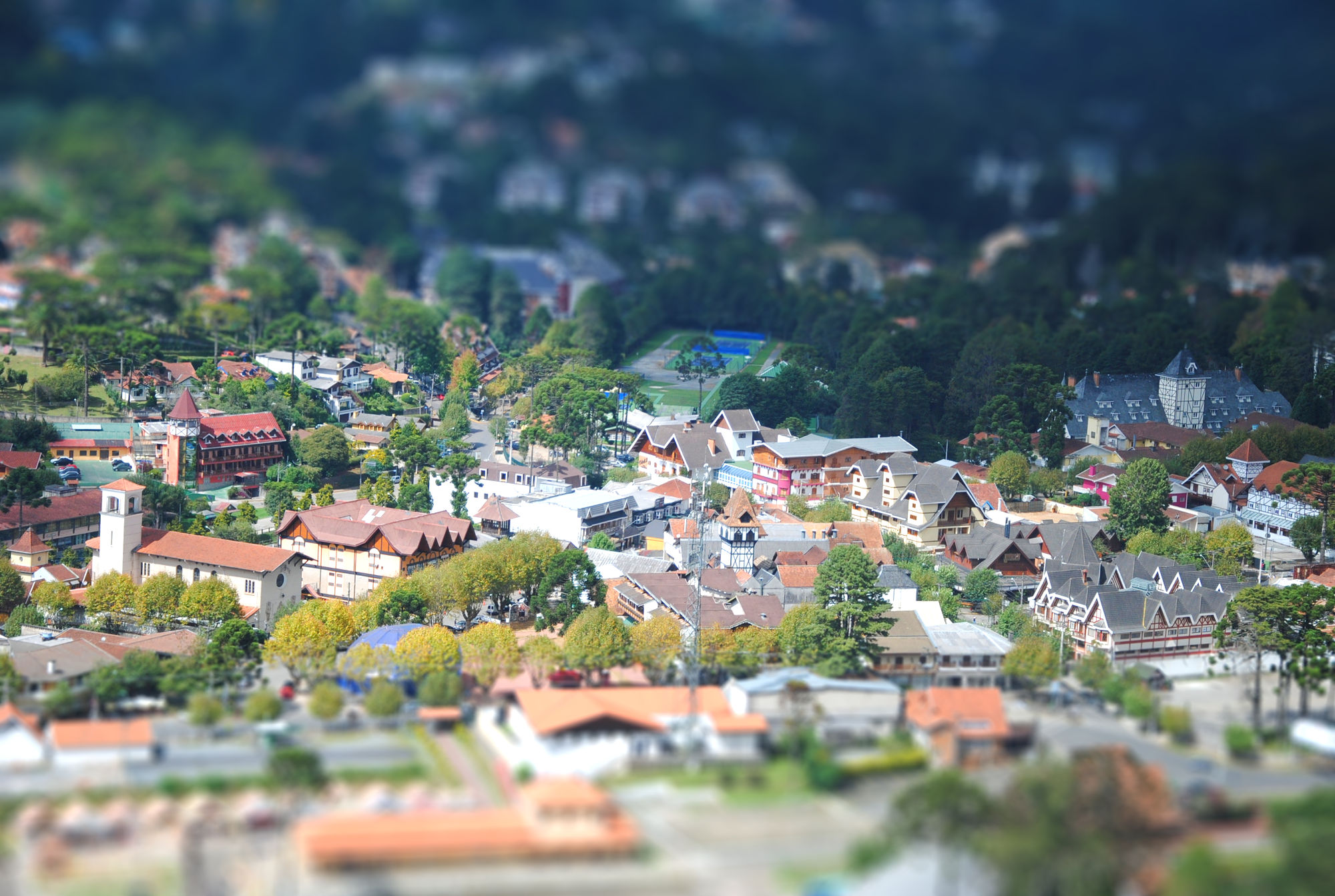
カンポス・ド・ジョルドン, ブラジルの鳥瞰図

被写界深度を撮影者が特定の位置に設定すると撮影する他の部分を強調せずに、画像の特定の部分に鑑賞者の注意を向けることができる。ティルトを使用する場合と、ティルトなしで大きなF値を使用する場合とでは効果が異なる。
通常のカメラでは、焦点面と焦点深度は視線に対して垂直である。ティルトすると、焦点面が視線とほぼ平行になり、焦点深度は前後に非常に狭くなるが、左右には無限に広がる。したがって、カメラから大きく異なる距離にあるシーンの部分を鮮明に画像生成できたり、カメラから同じ距離にあるはずの被写体に選択的な焦点を与えることができる。
ティルトすると被写界深度がくさび形になる。上で述べたように、大きなティルトと小さなF値を使用すると、焦点深度が浅くなる。 これは、カメラから本質的に同じ距離にあるさまざまな被写体に選択的に焦点を合わせることが目的の場合に便利である。
しかし、ヴィンセント・ラフォーレが指摘したように、多くの場合、選択的な焦点を合わせるためにティルトを効果的に使用するには、何がシャープで何がシャープでないのかを慎重に選択する必要がある。
ティルトは焦点面の位置に影響を及ぼすが、大きなティルトを使用しても全ての被写体に焦点を合わせることは必ずしもできない。1つの点だけに焦点を合わせる場合はこれは問題にならない。たとえば、並んでいる建物の中の1つの建物を強調したい場合、傾きとF値を使用して鮮明な領域の幅を制御し、焦点を使用してどの建物が主な被写体であるかを決定できる。
ただし、2つ以上の点を鮮明にしたい場合(たとえば、カメラから異なる距離にある2人の人物)、焦点面に2人の人物が含まれている必要があり、通常、ティルトを使用しながらこれを達成することはできない。2つ以上の点にピントを合わせたい場合は焦点深度を調整する(絞りを調整する)ことで実現する。
ティルトを使用した選択的焦点は、マイノリティ・リポート (2002年)などの映画に登場する。 撮影監督のヤヌス・カミンスキーは、あまりデジタルすぎると魅力が損なわれ、「自然に見えない」ため、デジタルデータの後処理よりもティルト・シフトレンズを使うことを好むと述べている。

### ミニチュア風撮影

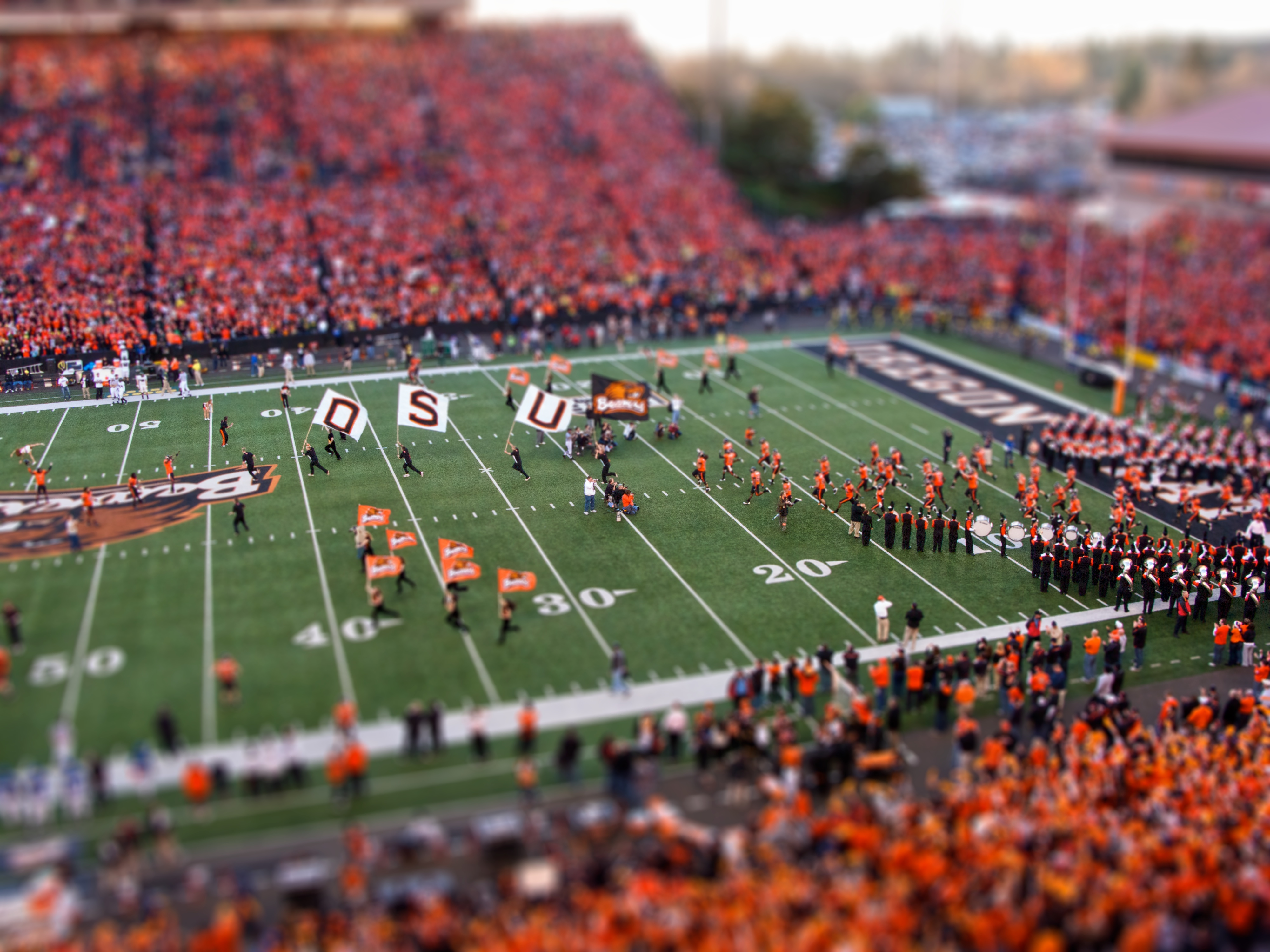
デジタル後処理で実現したミニチュア風写真

ティルトによる被写界深度の調整は、ミニチュアシーンをシミュレートするためによく使用されるため、「ティルト・シフト効果」は一部のミニチュア風撮影テクニックの一般用語として使用されている。
基本的なデジタル後処理技術は、ティルトで達成されるものと同様の結果を与えることができ、合焦する領域の選択や合焦していない領域のボケ量など、ティルトより高い柔軟性と制御を可能にします。
さらに、これらの処理は写真を撮った後に行うことが可能である。高度な技術の1つであるSmallganticsは、映画に使用されている。この技術は、2006 年に チェル・ホワイト監督によるトム・ヨークのミュージック ビデオ「ハロウダウン・ヒル」で初めて使用された。アーティストのオリボ・バルビエリは、1990年代にミニチュアを模した技術で有名になった。アーティストのベン・トーマスのシリーズ「Cityshrinker」は、この概念を世界中の大都市をミニチュアで模した技術にまで拡張した。彼の著書「Tiny Tokyo: The Big City Made Mini」では、東京がミニチュアで描かれている。

## 応用
- 左の写真はカメラを水平にしているが、シフトレンズは使用していない。また家の２階部分は写っていない。
- 中央の写真では、同じカメラを上に傾けて家全体を撮影している。建物が後ろに傾いているように見える。
- 右の写真では、ティルト・シフトレンズを使用することにより期待した結果が得られる。

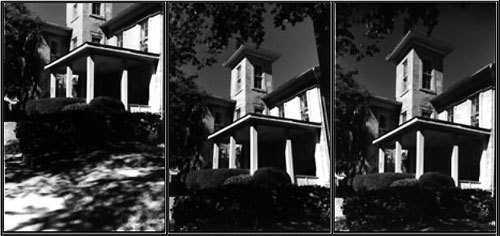
- 左の写真はカメラを水平にしているが、シフトレンズは使用していない。また家の２階部分は写っていない。
- 中央の写真では、同じカメラを上に傾けて家全体を撮影している。建物が後ろに傾いているように見える。
- 右の写真では、ティルト・シフトレンズを使用することにより期待した結果が得られる。

建物やその他の大きな構造物を地上から撮影する場合、撮像面を建物と平行に保つことで遠近感をなくすことができる。しかし、通常のレンズでは画角に制限があり被写体の下半分しか写らないことになる。カメラを上に傾けると遠近効果が生じ、建物の上階が下階よりも小さく見えるため、建築写真の場合望ましくない。ただし、ティルト・シフトレンズを使用するとレンズの焦点距離と被写体までの距離による制限はあるが、この問題は解決する。
建築写真におけるシフトのもう1つの用途は鏡のある部屋の写真を撮ることである。カメラを部屋の鏡の片側に移動し、レンズを鏡と反対方向にシフトすることにより、カメラや撮影者は写らず鏡の画像を撮影できる。同様に、斜めから撮影した建物の支柱などを正面から撮影したように見せることができる。

## ソフトウェアによるパースペクティブコントロール
コンピューター ソフトウェア (フォトショップのPhotoshopの遠近法ワープ等)を使用して、撮影後の後処理でパースペクティブ効果が実現できる。 ただし、この技術では、被写体が非常に離れた状態で完全にピンボケしている場合に解像度を完全に回復したり、被写体に対するセンサー面に対するの角度によって、ピントが合っていない被写体の被写界深度を調整して合焦したりすることはできない。これらのデジタル技術によって拡大された画像の領域は、元の画像の解像度、操作の程度、印刷/表示サイズ、および表示距離に応じて、ピクセル補間の視覚効果を受ける可能性がある。

## 参照
- Brenizer Method
- Canon TS-E 24mm lens
- Nikon PC-E Nikkor 24mm f/3.5D ED
- Tilted plane focus
- View camera, a camera type that allows tilt and shift control.